# Jean De Clercq
Jean De Clercq (Antwerpen, 17 mei 1905 - ?, 20 maart 1984) was een Belgisch voetballer die speelde als middenvelder. Hij voetbalde in Eerste klasse bij Beerschot VAC en Antwerp FC en speelde 11 interlandwedstrijden met het Belgisch voetbalelftal.

## Loopbaan

### Als voetballer
De Clercq sloot zich in 1919 op 14-jarige leeftijd aan bij Beerschot VAC en doorliep er de jeugdreeksen. Hij debuteerde in 1921 als middenvelder in het eerste elftal van Beerschot maar kon geen vaste basisplaats afdwingen in de ploeg die op dat moment in haar topperiode zat. In 1925 trok De Clercq naar Antwerp FC en verwierf er al vlug een basisplaats. Met de ploeg werd De Clercq tweemaal landskampioen (1929 en 1931). Hij bleef er voetballen tot in 1933 en zette toen een punt achter zijn spelersloopbaan op het hoogste niveau. In totaal speelde De Clercq 183 wedstrijden in Eerste klasse en scoorde hierbij 9 doelpunten.
Tussen 1930 en 1933 speelde De Clercq 11 wedstrijden met het Belgisch voetbalelftal. Hij nam deel aan het Wereldkampioenschap voetbal 1930 in Uruguay en speelde er één wedstrijd.

### Als trainer
Van 1949 tot 1953 was De Clercq samen met oud-doelman Richard Gedopt trainer bij Antwerp FC. De eerste drie seizoenen eindigde de ploeg in de bovenste tabelhelft in de eindrangschikking van de competitie. In zijn vierde seizoen als trainer werd Antwerp pas twaalfde en De Clercq verliet de ploeg op het einde van het seizoen.